# 死亡預告
《死亡預告》（日语：イキガミ）是間瀨元朗的日本漫畫作品。2004年於《週刊Young Sunday》刊登單期作品後獲得讀者大迴響，2005年9號開始不定期連載。2008年因《週刊Young Sunday》休刊移到《Big Comic Spirits》，同年41號連載再開。此作品於2012年10號連載結束，在此之前都是不定期連載。

## 故事簡介
故事以一個語言、文化皆和日本相似的國家為背景，這個國家實施「國家繁榮維持法」是為了讓國民對「生命的價值」重新認識使得國家得以繁榮而制定。每個人在進入小學就讀時會注射藥物，在千分之一的針筒中混入了奈米膠囊，在生命力達到尖峰的18到24歲之間設定好的時間破裂，奪去這個人的生命，人們在死前的24小時會收到死亡預告證「逝紙」。

## 登場角色
藤本賢吾
本故事的主角，25歲。在武藏川區役所戶籍課工作的男公務員。工作是負責傳遞逝紙的「逝紙傳遞員」。對這個工作感到自豪，但隨著接連目睹多名收到逝紙的人走完人生最後一程後，開始對國繁法抱有疑惑。
石井
武藏川區役所戶籍課課長。藤本的上司，負責指示逝紙的傳遞。自己也曾擔任過「逝紙傳遞員」。實際身分是負責糾出思想頹廢者的「國繁警察」，透過計謀讓藤本露出馬腳而遭到逮捕。
久保七湖
國繁服務中心的女臨床心理醫生。在武藏川區役所新開設的諮詢室工作。曾屬於反對國繁法的秘密組織，試圖邀請藤本加入，但決心尚未明確的藤本反而向國繁警察檢舉久保，使得她遭到逮捕。其後被送往思想改造營洗腦，並成為了國繁警察的臥底想抓住藤本的把柄。所幸在最後一刻醒悟和藤本一起逃往了日本。

## 用字
國家繁榮維持法（通稱「國繁」）
這個法律是對生活在和平社會的國民，以「死」的恐懼使之重新認識「生命的價值」。
根據這個法律，國民無法知道誰被注入了膠囊。
國民到那個時期（死亡預定的18～24歲）會伴隨著「自己會死」的危機感成長。
正是因為這個危機感使國民對「生命的價值」意識提高，提高社會的生產率。
一部份的人批評「為了讓國民了解生命的珍貴而進行如同俄羅斯輪盤的賭局」，不過這些人會被作為頹廢思想者整頓。（見下記）
國家繁榮預防接種
基於國家繁榮維持法規定這個國家的全體國民必須注射的預防接種。在所有的預防接種針筒（稱作國繁接種用P5型，全國統一使用）中的0.1%混有奈米膠囊。
奈米膠囊
在0.1%的針筒混入特殊的奈米膠囊接種後，在體內漂浮，最後停留在心臟的肺動脈。
在生命力達到頂峰的18～24歲期間預先設定破裂的時間，體內有奈米膠囊的人將會死亡。
厚生保健省
發行逝紙的中央省廳。通稱「厚保省」。
逝紙
正式名稱為「死亡預告證」。
預告證的左上為本人的照片，右上由上而下依序為姓名、出生年月日、原籍、住址，中段下為「死亡預定時刻」和的文字，最下面為發行日期與「○○○知事　○○○○」和印跡及條碼。
在對象者死亡前24小時前後送達記載關於國家繁榮維持法的文件組。（如果在傳遞員訪問時本人不在的話，便會放置「不在票」。確認了不在票的死亡預定者，可以透過服務中心，即使是深夜、假日都可以拿到預告證。）
在「死亡預告證」預定的24小時內，可以自由使用公共設施及公共交通機關等的票。同時也是遺族得到「國家繁榮遺族年金」的證明書。
國繁遺族年金
由因國繁而死的遺族領取。但是如果國繁死者自暴自棄而犯罪的話便會失去資格，更會向遺族索取賠償（但不追究刑事責任）。
頹廢思想
反對「國家繁榮維持法」的思想。頹廢思想者會被注入奈米膠囊。
安全負擔條約
這個作品時代的56年前，日本與戰勝國之間交換的軍事協定。
國家繁榮維持法也被加進條約中締結，隔年開始實施。
8年後有條約修正的「安負鬥爭」的大規模運動，但是條約還是強制採決。
再8年後，「全共同」學生組織進行大規模的反對運動，最初的國繁死亡者也在其中。另外，石井課長也曾參加過。

## 出版書籍
| 卷數 | 小學館         | 小學館                 | 台灣角川       | 台灣角川             |
| 卷數 | 發售日期       | ISBN                   | 發售日期       | EAN                  |
| ---- | -------------- | ---------------------- | -------------- | -------------------- |
| 1    | 2005年8月5日   | ISBN 4-09-153281-0     | 2007年1月5日   | EAN 471-7702-20814-1 |
| 2    | 2006年4月5日   | ISBN 4-09-151075-2     | 2007年4月12日  | EAN 471-7702-21026-7 |
| 3    | 2006年12月28日 | ISBN 4-09-151149-X     | 2007年11月20日 | EAN 471-7702-21476-0 |
| 4    | 2007年9月5日   | ISBN 978-4-09-151227-7 | 2008年5月15日  | EAN 471-7702-21897-3 |
| 5    | 2008年5月2日   | ISBN 978-4-09-151332-8 | 2008年11月21日 | EAN 471-7702-22213-0 |
| 6    | 2008年11月28日 | ISBN 978-4-09-151405-9 | 2009年11月3日  | EAN 471-7702-22818-7 |
| 7    | 2009年9月30日  | ISBN 978-4-09-151473-8 | 2010年6月10日  | EAN 471-7702-23175-0 |
| 8    | 2010年7月30日  | ISBN 978-4-09-151496-7 | 2012年9月18日  | EAN 471-7702-25116-1 |
| 9    | 2011年6月30日  | ISBN 978-4-09-151526-1 | 2013年4月3日   | EAN 471-7702-25416-2 |
| 10   | 2012年3月30日  | ISBN 978-4-09-151536-0 | 2013年10月14日 | EAN 471-7702-25682-1 |

## 電影
2008年9月27日日本公開，台灣於2008年12月5日上映。電影版劇情主要取自漫畫中「被遺忘的歌曲」、「生命的爆走」與「最愛的謊言」三則故事。

### 演出人員
- 藤本賢吾：松田翔太
- 島田：劇團一人
- 鴨井洋介：淺利陽介
- 下山：鈴之助
- 石井課長：笹野高史
- 參事官：柄本明
- 森尾秀和：塚本高史
- 田邊翼：金井勇太
- 田邊美奈子：
- 達彥：山崎裕太
- 神波：德井優
- 飯田基祐
- 松尾諭
- 伊津野亮
- 谷川昭一朗
- 緒方明
- 北見敏之
- 瀧澤和子：
- 瀧澤直樹：佐野和真
- 永倉大輔
- 中澤青六
- 瀧澤信利：塩見三省
- ：成海璃子
- 近藤醫師：井川遙
- 角替和枝
- 山田明郷
- 諏訪太朗
- 森康子
- 深澤嵐
- ：山田孝之

### 製作人員
- 導演：瀧本智行
- 音樂監督：稻本響
- 劇本：八津弘幸、佐佐木章光、瀧本智行
- 製作：TBS
- 配給：東寶

### 主題曲
- PhilHarmoUniQue

## 著作權問題
本作品（特別是第一話）和作家星新一的初期作品《生活維持省》的內容、故事、表現酷似而引发争议。
2005年連載開始時，就因設定、內容類似而受到日本文藝家協會的指摘。又因為本作的電影化，繼承星的著作權的女兒星瑪麗娜因為與《生活維持省》類似，對「剽竊問題」感到頭痛而寄郵件給筒井康隆，筒井康隆在2008年9月10日在自己的網誌上寫出。之後在星新一的官方網站上刊登星瑪麗娜的見解及小學館方面的見解。另外該官方網站也以期間限定公開生活維持省全文。小學館方面則反駁「作者、責任編輯直到最近都不曾接觸過《生活維持省》」。

## 外部連結
- （日語）SundayWEB－連載作品介紹－死亡預告
- （日語）電影《死亡預告》官方網站
- （日語）